# Escuela de los Nombres

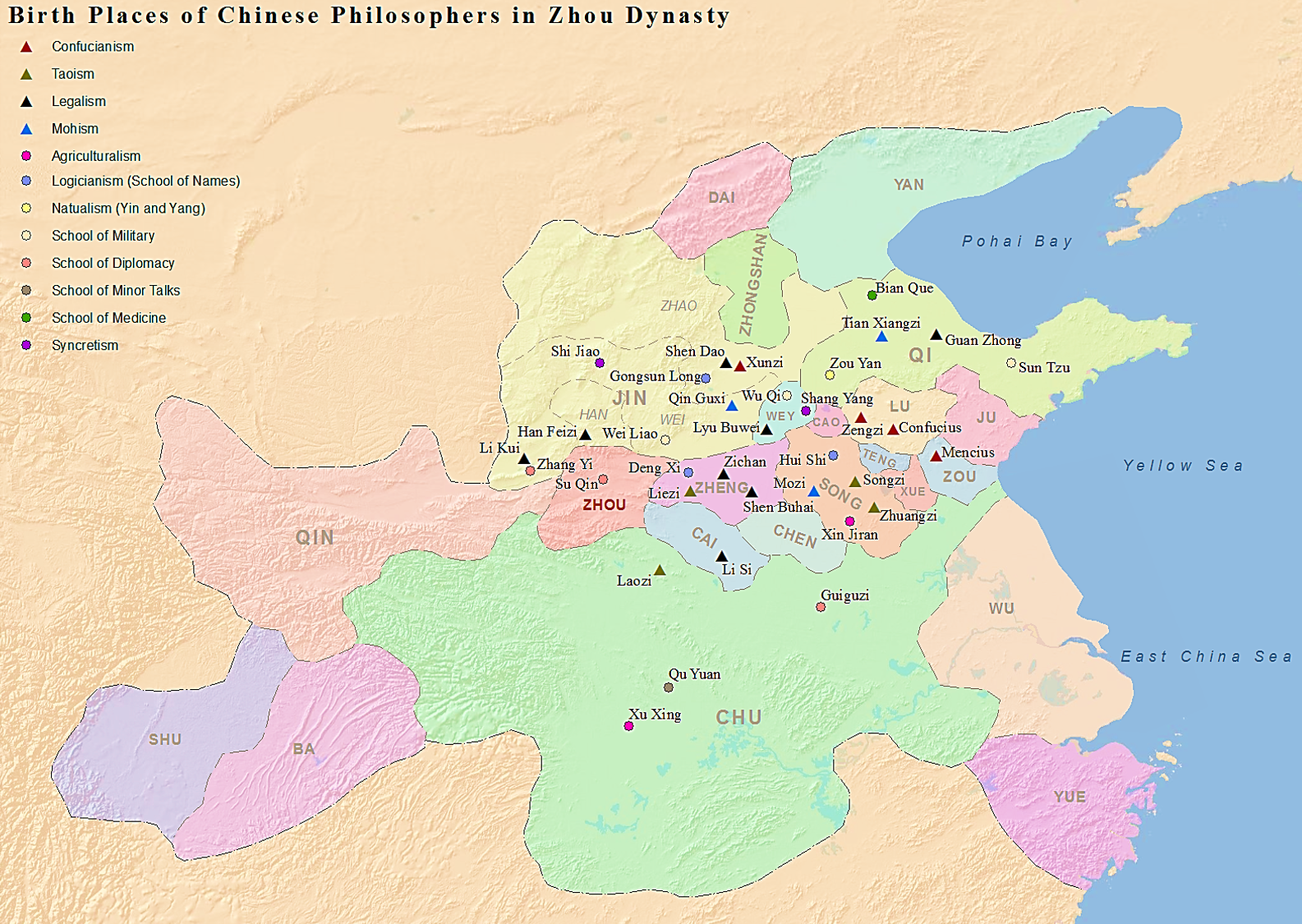
Lugares de nacimiento de los filósofos chinos

La Escuela de los Nombres (en chino: 名家 pinyin: míngjiā) fue una escuela de pensamiento china durante el período de los Reinos Combatientes. 
El objeto de sus reflexiones fue la relación entre los nombres de las cosas, míng (名) y lo que las cosas son en realidad, shí (實), sinogramas que también tienen el significado de «fama» y «riquezas» respectivamente.
Sus representantes más ilustres son Hui Shi (惠施), Gong Sunlong (公孫龍) y Deng Xi (鄧析). Debido la mala fama que tuvieron estos pensadores en la antigüedad, conservamos muy pocos testimonios de su obra. Han sido comparados con los sofistas por el motivo anterior, por ser hábiles oradores y por su visión relativista de la realidad. También han sido reconocidas sus aportaciones a la lógica.